# Admontia badiceps
Admontia badiceps là một loài ruồi trong họ Tachinidae.